# NGC 1814
NGC 1814 је расејано звездано јато у сазвежђу Златна риба које се налази на NGC листи објеката дубоког неба.
Деклинација објекта је - 67° 18' 3" а ректасцензија 5h 3m 46,5s. Привидна величина (магнитуда) објекта NGC 1814 износи 9,0. NGC 1814 је још познат и под ознакама ESO 85-SC36.